# Powiat Nowy Jiczyn
Powiat Nowy Jiczyn (czes. Okres Nový Jičín) – powiat w Czechach, w kraju morawsko-śląskim. Jego siedziba znajduje się w mieście Nový Jičín. Powierzchnia powiatu wynosi 881,59 km², zamieszkuje go 154 255 osób (gęstość zaludnienia wynosi 174,97 mieszkańców na 1 km²). Powiat ten liczy 54 miejscowości, w tym 9 miast i 2 miasteczka.
Od 1 stycznia 2003 powiaty nie są już jednostką podziału administracyjnego Czech. Podział na powiaty zachowały jednak sądy, policja i niektóre inne urzędy państwowe. Został on również zachowany dla celów statystycznych.

## Miejscowości powiatu Nowy Jiczyn
Pogrubioną czcionką wyróżniono miasta: 

Albrechtičky – Bartošovice – Bernartice nad Odrou – Bílov – Bílovec – Bítov – Bordovice – Bravantice – Frenštát pod Radhoštěm – Fulnek – Heřmanice u Oder – Heřmánky – Hladké Životice – Hodslavice – Hostašovice – Jakubčovice nad Odrou – Jeseník nad Odrou – Jistebník – Kateřinice – Kopřivnice – Kujavy – Kunín – Libhošť – Lichnov – Luboměř – Mankovice – Mořkov – Mošnov – Nový Jičín – Odry – Petřvald – Příbor – Pustějov – Rybí – Sedlnice – Skotnice – Slatina – Spálov – Stary Jiczyn – Studénka – Suchdol nad Odrou – Šenov u Nového Jičína – Štramberk – Tichá – Tísek – Trnávka – Trojanovice – Velké Albrechtice – Veřovice – Vražné – Vrchy – Závišice – Ženklava – Životice u Nového Jičína

### Zmiana granic powiatu
Do 31 grudnia 2006 w powiecie Nowy Jiczyn znajdowały się również poniższe miejscowości:
- Klimkovice – obecnie powiat Ostrawa-miasto
- Olbramice – obecnie powiat Ostrawa-miasto
- Vřesina – obecnie powiat Ostrawa-miasto
- Zbyslavice – obecnie powiat Ostrawa-miasto

## Struktura powierzchni
Według danych z 31 grudnia 2003 powiat miał obszar 917,76 km², w tym:
- użytki rolne - 65,46%, w tym 74,59% gruntów ornych
- inne - 34,54%, w tym 65,5% lasów
- liczba gospodarstw rolnych: 562

## Demografia
Dane z 31 grudnia 2003:
| Opis        | Ogółem  | Kobiety       | Mężczyźni     |
| ----------- | ------- | ------------- | ------------- |
| populacja   | 159 323 | 81 276 51,01% | 78 047 48,99% |
| średni wiek | 37,5    | 39,52         | 36,64         |

- gęstość zaludnienia: 173,74 mieszk./km²
- 68,15% ludności powiatu mieszka w miastach.

## Zatrudnienie
| Mieszkańcy ze stałym zatrudnieniem | 36 006       |
| Średnia pensja miesięczna          | 15 334 koron |
| Bezrobotni                         | 11 769       |
| Stopa bezrobocia                   | 15%          |

## Szkolnictwo
W powiecie Nowy Jiczyn działają:
| Rodzaj szkoły                   | Liczba szkół |
| ------------------------------- | ------------ |
| Przedszkola                     | 60           |
| Szkoły podstawowe               | 70           |
| Gimnazja                        | 4            |
| Szkoły średnie techniczne       | 11           |
| Szkoły średnie ogólnokształcące | 11           |
| Szkoły wyższe                   | 1            |

## Służba zdrowia
| Lekarze                               | 435 |
| Szpitale                              | 3   |
| Specjalistyczne ośrodki terapeutyczne | 2   |
| Gabinety dentystyczne                 | 69  |
| Apteki                                | 31  |